# 로비 콜트레인
로비 콜트레인(영어: Robbie Coltrane, OBE, 1950년 3월 30일 ~ 2022년 10월 14일)은 영국 스코틀랜드의 배우이다.
텔레비전 시리즈 《Cracker》의 피츠 박사(Dr. Fitz) 역으로 1994년부터 1996년까지 영국 아카데미 텔레비전상 남우주연상을 3회 수상했으며 그 밖에 1993년 방송 언론 조합상, 1994년 로열 텔레비전 협회상, 1994년 몬테카를로 텔레비전 페스티벌 실버 님프상 등의 수상 경력이 있다.
《해리 포터》 영화 시리즈에서 해그리드 역할로 출연한 것으로도 유명하다.
2022년 10월 14일 패혈증과 하기도감염, 심차단(heart block) 등으로 인한 다발성 장기 부전으로 세상을 떠났다.

## 출연 작품

### 영화
- 《블룸 형제 사기단》
- 《007 골든 아이》
- 《해리 포터와 마법사의 돌》
- 《해리 포터와 비밀의 방》
- 《해리 포터와 아즈카반의 죄수》
- 《해리 포터와 불의 잔》
- 《해리 포터와 불사조 기사단》
- 《해리 포터와 혼혈 왕자》
- 《해리 포터와 죽음의 성물 - 1부》
- 《해리 포터와 죽음의 성물 - 2부》 - 루베우스 해그리드 역
- 《해리 포터 20주년 기념: 리턴 투 호그와트》 - 본인 역 (다큐멘터리)
- 《돈가방을 든 수녀》
- 《반 헬싱》- 하이드 씨 역

### 드라마
- 《내셔널 트레져》(2016년, Channel 4)

## 서훈
- 2006년 대영 제국 훈장 4등급(OBE) 수훈[1]